# Spiel ohne Grenzen 1980
Bei der 16. Ausgabe von Spiel ohne Grenzen spielten wieder die gleichen Länder mit wie im Jahr davor. Für Deutschland war es die letzte Teilnahme. Das Land stieg danach nach 209 Ausgaben aus Kostengründen aus.

## Deutsche Qualifikation
Am 10. Mai 1980 fand in Bruchsal das deutsche Qualifikationsturnier statt. Die erst- bis drittplatzierten Teams qualifizierten sich für die internationalen Runden. Die Mannschaft aus Todtnau gewann dieses Turnier. Weiter kamen auch Bellheim und Bad Wurzach. Das Team auf dem vierten Platz, das nach den beiden Vorrunden die höhere Punktzahl hatte, kam ebenfalls noch weiter. Im Vergleichen waren Walldorf und Baunatal punktgleich, sodass durch Losentscheid Baunatal dann weiterkam.
| Platz | Stadt       | Punte |
| ----- | ----------- | ----- |
| 1     | Todtnau     | 30    |
| 2     | Bad Wurzach | 27    |
| 3     | Bellheim    | 26    |
| 4     | Walldorf    | 24    |
| 5     | Bruchsal    | 20    |

Das zweite Turnier fand am 17. Mai 1980 in Herborn auf der Reitanlage statt. Das Thema dieser Qualifikationsrunde war "Das Leben auf einem Bauernhof". Auch hier kam die Heimmannschaft nur auf den letzten Platz und schied aus. Willingen gewann, Groß-Umstadt und Groß-Zimmern qualifizierten sich ebenfalls für die internationalen Wettkämpfe.
Coburg war als Ausrichter der deutschen Spielrunde am 3. September 1980 bereits als Vertreter Deutschlands gesetzt.
| Platz | Stadt        | Punte |
| ----- | ------------ | ----- |
| 1     | Willingen    | 31    |
| 2     | Groß-Umstadt | 26    |
| 3     | Groß-Zimmern | 25    |
| 4     | Baunatal     | 24    |
| 5     | Herborn      | 19    |

## 1. RundeAntibes, Frankreich
| Platz | Land | Stadt           | Punkte | Bemerkung |
| ----- | ---- | --------------- | ------ | --- |
| 1     | CH   | Bülach          | 51     | Die erste Runde wurde am 21. Mai 1980 in Antibes gespielt. Guy Lux und Simone Garnier führten durch die Sendung zum Thema "Bacchus" und Wein. Bülach und Bellheim lieferten sich ein enges Rennen um den Sieg, das die Schweiz am Schluss mit einem Punkt Vorsprung für sich entschied. Deutschland führte vor dem letzten Spiel noch mit einem Punkt vor der Schweiz. Die Teilnahme von Titov Veles war lange ungewiss. Der Namensgeber der Stadt und Staatspräsident von Jugoslawien, Josip Broz Tito, war kurz zuvor am 4. Mai gestorben. |
| 2     | D    | Bellheim        | 50     | Die erste Runde wurde am 21. Mai 1980 in Antibes gespielt. Guy Lux und Simone Garnier führten durch die Sendung zum Thema "Bacchus" und Wein. Bülach und Bellheim lieferten sich ein enges Rennen um den Sieg, das die Schweiz am Schluss mit einem Punkt Vorsprung für sich entschied. Deutschland führte vor dem letzten Spiel noch mit einem Punkt vor der Schweiz. Die Teilnahme von Titov Veles war lange ungewiss. Der Namensgeber der Stadt und Staatspräsident von Jugoslawien, Josip Broz Tito, war kurz zuvor am 4. Mai gestorben. |
| 3     | F    | Antibes         | 44     | Die erste Runde wurde am 21. Mai 1980 in Antibes gespielt. Guy Lux und Simone Garnier führten durch die Sendung zum Thema "Bacchus" und Wein. Bülach und Bellheim lieferten sich ein enges Rennen um den Sieg, das die Schweiz am Schluss mit einem Punkt Vorsprung für sich entschied. Deutschland führte vor dem letzten Spiel noch mit einem Punkt vor der Schweiz. Die Teilnahme von Titov Veles war lange ungewiss. Der Namensgeber der Stadt und Staatspräsident von Jugoslawien, Josip Broz Tito, war kurz zuvor am 4. Mai gestorben. |
| 4     | GB   | Rushcliffe      | 41     | Die erste Runde wurde am 21. Mai 1980 in Antibes gespielt. Guy Lux und Simone Garnier führten durch die Sendung zum Thema "Bacchus" und Wein. Bülach und Bellheim lieferten sich ein enges Rennen um den Sieg, das die Schweiz am Schluss mit einem Punkt Vorsprung für sich entschied. Deutschland führte vor dem letzten Spiel noch mit einem Punkt vor der Schweiz. Die Teilnahme von Titov Veles war lange ungewiss. Der Namensgeber der Stadt und Staatspräsident von Jugoslawien, Josip Broz Tito, war kurz zuvor am 4. Mai gestorben. |
| 5     | I    | Virgilio        | 38     | Die erste Runde wurde am 21. Mai 1980 in Antibes gespielt. Guy Lux und Simone Garnier führten durch die Sendung zum Thema "Bacchus" und Wein. Bülach und Bellheim lieferten sich ein enges Rennen um den Sieg, das die Schweiz am Schluss mit einem Punkt Vorsprung für sich entschied. Deutschland führte vor dem letzten Spiel noch mit einem Punkt vor der Schweiz. Die Teilnahme von Titov Veles war lange ungewiss. Der Namensgeber der Stadt und Staatspräsident von Jugoslawien, Josip Broz Tito, war kurz zuvor am 4. Mai gestorben. |
| 6     | B    | Waremme         | 29     | Die erste Runde wurde am 21. Mai 1980 in Antibes gespielt. Guy Lux und Simone Garnier führten durch die Sendung zum Thema "Bacchus" und Wein. Bülach und Bellheim lieferten sich ein enges Rennen um den Sieg, das die Schweiz am Schluss mit einem Punkt Vorsprung für sich entschied. Deutschland führte vor dem letzten Spiel noch mit einem Punkt vor der Schweiz. Die Teilnahme von Titov Veles war lange ungewiss. Der Namensgeber der Stadt und Staatspräsident von Jugoslawien, Josip Broz Tito, war kurz zuvor am 4. Mai gestorben. |
| 7     | P    | Póvoa de Varzim | 22     | Die erste Runde wurde am 21. Mai 1980 in Antibes gespielt. Guy Lux und Simone Garnier führten durch die Sendung zum Thema "Bacchus" und Wein. Bülach und Bellheim lieferten sich ein enges Rennen um den Sieg, das die Schweiz am Schluss mit einem Punkt Vorsprung für sich entschied. Deutschland führte vor dem letzten Spiel noch mit einem Punkt vor der Schweiz. Die Teilnahme von Titov Veles war lange ungewiss. Der Namensgeber der Stadt und Staatspräsident von Jugoslawien, Josip Broz Tito, war kurz zuvor am 4. Mai gestorben. |
| 8     | YU   | Titov Veles     | 19     | Die erste Runde wurde am 21. Mai 1980 in Antibes gespielt. Guy Lux und Simone Garnier führten durch die Sendung zum Thema "Bacchus" und Wein. Bülach und Bellheim lieferten sich ein enges Rennen um den Sieg, das die Schweiz am Schluss mit einem Punkt Vorsprung für sich entschied. Deutschland führte vor dem letzten Spiel noch mit einem Punkt vor der Schweiz. Die Teilnahme von Titov Veles war lange ungewiss. Der Namensgeber der Stadt und Staatspräsident von Jugoslawien, Josip Broz Tito, war kurz zuvor am 4. Mai gestorben. |

## 2. RundeVilamoura, Portugal
| Platz | Land | Stadt             | Punkte | Bemerkung |
| ----- | ---- | ----------------- | ------ | --- |
| 1     | D    | Todtnau           | 44     | Die zweite Runde wurde am 27. Mai 1980 in Vilamoura, Portugal ausgetragen. Präsentatoren waren José Fialho-Gouveia und Eládio Clímaco. Das Thema der Spiele war "Die Wunder des Meeres". Todtnau hatte vor dem letzten Spiel einen Punkt Rückstand auf das britische Team. Dieses landete aber beim letzten Spiel nur auf dem letzten Platz, sodass hier Deutschland der fünfte Platz zum Sieg reichte. |
| 2     | GB   | Rhuddlan          | 40     | Die zweite Runde wurde am 27. Mai 1980 in Vilamoura, Portugal ausgetragen. Präsentatoren waren José Fialho-Gouveia und Eládio Clímaco. Das Thema der Spiele war "Die Wunder des Meeres". Todtnau hatte vor dem letzten Spiel einen Punkt Rückstand auf das britische Team. Dieses landete aber beim letzten Spiel nur auf dem letzten Platz, sodass hier Deutschland der fünfte Platz zum Sieg reichte. |
|       | P    | Vilamoura         | 40     | Die zweite Runde wurde am 27. Mai 1980 in Vilamoura, Portugal ausgetragen. Präsentatoren waren José Fialho-Gouveia und Eládio Clímaco. Das Thema der Spiele war "Die Wunder des Meeres". Todtnau hatte vor dem letzten Spiel einen Punkt Rückstand auf das britische Team. Dieses landete aber beim letzten Spiel nur auf dem letzten Platz, sodass hier Deutschland der fünfte Platz zum Sieg reichte. |
| 4     | I    | Teramo            | 38     | Die zweite Runde wurde am 27. Mai 1980 in Vilamoura, Portugal ausgetragen. Präsentatoren waren José Fialho-Gouveia und Eládio Clímaco. Das Thema der Spiele war "Die Wunder des Meeres". Todtnau hatte vor dem letzten Spiel einen Punkt Rückstand auf das britische Team. Dieses landete aber beim letzten Spiel nur auf dem letzten Platz, sodass hier Deutschland der fünfte Platz zum Sieg reichte. |
| 5     | CH   | Cernier           | 33     | Die zweite Runde wurde am 27. Mai 1980 in Vilamoura, Portugal ausgetragen. Präsentatoren waren José Fialho-Gouveia und Eládio Clímaco. Das Thema der Spiele war "Die Wunder des Meeres". Todtnau hatte vor dem letzten Spiel einen Punkt Rückstand auf das britische Team. Dieses landete aber beim letzten Spiel nur auf dem letzten Platz, sodass hier Deutschland der fünfte Platz zum Sieg reichte. |
|       | YU   | Kikinda           | 33     | Die zweite Runde wurde am 27. Mai 1980 in Vilamoura, Portugal ausgetragen. Präsentatoren waren José Fialho-Gouveia und Eládio Clímaco. Das Thema der Spiele war "Die Wunder des Meeres". Todtnau hatte vor dem letzten Spiel einen Punkt Rückstand auf das britische Team. Dieses landete aber beim letzten Spiel nur auf dem letzten Platz, sodass hier Deutschland der fünfte Platz zum Sieg reichte. |
| 7     | B    | Marche-en-Famenne | 32     | Die zweite Runde wurde am 27. Mai 1980 in Vilamoura, Portugal ausgetragen. Präsentatoren waren José Fialho-Gouveia und Eládio Clímaco. Das Thema der Spiele war "Die Wunder des Meeres". Todtnau hatte vor dem letzten Spiel einen Punkt Rückstand auf das britische Team. Dieses landete aber beim letzten Spiel nur auf dem letzten Platz, sodass hier Deutschland der fünfte Platz zum Sieg reichte. |
| 8     | F    | Perigueux         | 31     | Die zweite Runde wurde am 27. Mai 1980 in Vilamoura, Portugal ausgetragen. Präsentatoren waren José Fialho-Gouveia und Eládio Clímaco. Das Thema der Spiele war "Die Wunder des Meeres". Todtnau hatte vor dem letzten Spiel einen Punkt Rückstand auf das britische Team. Dieses landete aber beim letzten Spiel nur auf dem letzten Platz, sodass hier Deutschland der fünfte Platz zum Sieg reichte. |

## 3. RundePortoroz, Jugoslawien
| Platz | Land | Stadt            | Punkte | Bemerkung |
| ----- | ---- | ---------------- | ------ | --- |
| 1     | YU   | Portoroz         | 46     | Die dritte internationale Runde fand am 10. Juni 1980 in Portoroz, Jugoslawien, zum Thema "Die Marine" statt. Präsentatoren waren Dunja Lango, Bruna Alesio und Mito Trefalt. Die starke Heimmannschaft aus Portoroz konnte diese Spielrunde souverän gewinnen. Sie lag immer an der Spitze, außer nach dem siebten Spiel, da sie hier wegen des Zwischenspiels (Fil Rouge) pausierten. |
| 2     | F    | Châteauroux      | 41     | Die dritte internationale Runde fand am 10. Juni 1980 in Portoroz, Jugoslawien, zum Thema "Die Marine" statt. Präsentatoren waren Dunja Lango, Bruna Alesio und Mito Trefalt. Die starke Heimmannschaft aus Portoroz konnte diese Spielrunde souverän gewinnen. Sie lag immer an der Spitze, außer nach dem siebten Spiel, da sie hier wegen des Zwischenspiels (Fil Rouge) pausierten. |
| 3     | GB   | Kettering        | 39     | Die dritte internationale Runde fand am 10. Juni 1980 in Portoroz, Jugoslawien, zum Thema "Die Marine" statt. Präsentatoren waren Dunja Lango, Bruna Alesio und Mito Trefalt. Die starke Heimmannschaft aus Portoroz konnte diese Spielrunde souverän gewinnen. Sie lag immer an der Spitze, außer nach dem siebten Spiel, da sie hier wegen des Zwischenspiels (Fil Rouge) pausierten. |
|       | B    | De Haan-Wenduine | 39     | Die dritte internationale Runde fand am 10. Juni 1980 in Portoroz, Jugoslawien, zum Thema "Die Marine" statt. Präsentatoren waren Dunja Lango, Bruna Alesio und Mito Trefalt. Die starke Heimmannschaft aus Portoroz konnte diese Spielrunde souverän gewinnen. Sie lag immer an der Spitze, außer nach dem siebten Spiel, da sie hier wegen des Zwischenspiels (Fil Rouge) pausierten. |
| 5     | CH   | Agno             | 37     | Die dritte internationale Runde fand am 10. Juni 1980 in Portoroz, Jugoslawien, zum Thema "Die Marine" statt. Präsentatoren waren Dunja Lango, Bruna Alesio und Mito Trefalt. Die starke Heimmannschaft aus Portoroz konnte diese Spielrunde souverän gewinnen. Sie lag immer an der Spitze, außer nach dem siebten Spiel, da sie hier wegen des Zwischenspiels (Fil Rouge) pausierten. |
| 6     | D    | Bad Wurzach      | 32     | Die dritte internationale Runde fand am 10. Juni 1980 in Portoroz, Jugoslawien, zum Thema "Die Marine" statt. Präsentatoren waren Dunja Lango, Bruna Alesio und Mito Trefalt. Die starke Heimmannschaft aus Portoroz konnte diese Spielrunde souverän gewinnen. Sie lag immer an der Spitze, außer nach dem siebten Spiel, da sie hier wegen des Zwischenspiels (Fil Rouge) pausierten. |
| 7     | P    | Coimbra          | 29     | Die dritte internationale Runde fand am 10. Juni 1980 in Portoroz, Jugoslawien, zum Thema "Die Marine" statt. Präsentatoren waren Dunja Lango, Bruna Alesio und Mito Trefalt. Die starke Heimmannschaft aus Portoroz konnte diese Spielrunde souverän gewinnen. Sie lag immer an der Spitze, außer nach dem siebten Spiel, da sie hier wegen des Zwischenspiels (Fil Rouge) pausierten. |
| 8     | I    | Anagni           | 25     | Die dritte internationale Runde fand am 10. Juni 1980 in Portoroz, Jugoslawien, zum Thema "Die Marine" statt. Präsentatoren waren Dunja Lango, Bruna Alesio und Mito Trefalt. Die starke Heimmannschaft aus Portoroz konnte diese Spielrunde souverän gewinnen. Sie lag immer an der Spitze, außer nach dem siebten Spiel, da sie hier wegen des Zwischenspiels (Fil Rouge) pausierten. |

## 4. RundeFribourg, Schweiz
| Platz | Land | Stadt        | Punkte | Bemerkung |
| ----- | ---- | ------------ | ------ | --- |
| 1     | B    | Charleroi    | 43     | Am 25. Juni 1980 fand die vierte Spielrunde in Fribourg, Schweiz, statt. Präsentiert wurde diese Sendung von Georges Kleinmann. Das Thema der Spiele war "Sonntagsvergnügen in der Schweiz". Nach drei Läufen des Zwischenspiels (Fil Rouge) verhinderte ein technisches Versagen, dass Portugal und die Schweiz das Spiel beenden konnten, sodass es insgesamt annulliert wurde. Nach dem achten Spiel wurde deshalb ein Reservespiel (Sackhüpfen) durchgeführt. Wenn das ursprüngliche Ergebnis Bestand gehabt hätte, wäre das italienische Team Grado beim Fil Rouge auf dem dritten Platz gewesen. Im Reservespiel belegten sie jedoch nur den fünften Platz, verloren also zwei Punkte, sodass in der Endabrechnung dann diese beiden Punkte fehlten, um dann punktgleich mit dem belgischen Team Charleroi den ersten Platz belegen zu können. Groß-Zimmern verpasste eine bessere Platzierung im Endklassement, da in den einzelnen Spielen zweimal nur ein Punkt und einmal nur zwei Punkte erzielt wurden. |
| 2     | I    | Grado        | 41     | Am 25. Juni 1980 fand die vierte Spielrunde in Fribourg, Schweiz, statt. Präsentiert wurde diese Sendung von Georges Kleinmann. Das Thema der Spiele war "Sonntagsvergnügen in der Schweiz". Nach drei Läufen des Zwischenspiels (Fil Rouge) verhinderte ein technisches Versagen, dass Portugal und die Schweiz das Spiel beenden konnten, sodass es insgesamt annulliert wurde. Nach dem achten Spiel wurde deshalb ein Reservespiel (Sackhüpfen) durchgeführt. Wenn das ursprüngliche Ergebnis Bestand gehabt hätte, wäre das italienische Team Grado beim Fil Rouge auf dem dritten Platz gewesen. Im Reservespiel belegten sie jedoch nur den fünften Platz, verloren also zwei Punkte, sodass in der Endabrechnung dann diese beiden Punkte fehlten, um dann punktgleich mit dem belgischen Team Charleroi den ersten Platz belegen zu können. Groß-Zimmern verpasste eine bessere Platzierung im Endklassement, da in den einzelnen Spielen zweimal nur ein Punkt und einmal nur zwei Punkte erzielt wurden. |
| 3     | CH   | Fribourg     | 40     | Am 25. Juni 1980 fand die vierte Spielrunde in Fribourg, Schweiz, statt. Präsentiert wurde diese Sendung von Georges Kleinmann. Das Thema der Spiele war "Sonntagsvergnügen in der Schweiz". Nach drei Läufen des Zwischenspiels (Fil Rouge) verhinderte ein technisches Versagen, dass Portugal und die Schweiz das Spiel beenden konnten, sodass es insgesamt annulliert wurde. Nach dem achten Spiel wurde deshalb ein Reservespiel (Sackhüpfen) durchgeführt. Wenn das ursprüngliche Ergebnis Bestand gehabt hätte, wäre das italienische Team Grado beim Fil Rouge auf dem dritten Platz gewesen. Im Reservespiel belegten sie jedoch nur den fünften Platz, verloren also zwei Punkte, sodass in der Endabrechnung dann diese beiden Punkte fehlten, um dann punktgleich mit dem belgischen Team Charleroi den ersten Platz belegen zu können. Groß-Zimmern verpasste eine bessere Platzierung im Endklassement, da in den einzelnen Spielen zweimal nur ein Punkt und einmal nur zwei Punkte erzielt wurden. |
| 4     | GB   | Coleraine    | 33     | Am 25. Juni 1980 fand die vierte Spielrunde in Fribourg, Schweiz, statt. Präsentiert wurde diese Sendung von Georges Kleinmann. Das Thema der Spiele war "Sonntagsvergnügen in der Schweiz". Nach drei Läufen des Zwischenspiels (Fil Rouge) verhinderte ein technisches Versagen, dass Portugal und die Schweiz das Spiel beenden konnten, sodass es insgesamt annulliert wurde. Nach dem achten Spiel wurde deshalb ein Reservespiel (Sackhüpfen) durchgeführt. Wenn das ursprüngliche Ergebnis Bestand gehabt hätte, wäre das italienische Team Grado beim Fil Rouge auf dem dritten Platz gewesen. Im Reservespiel belegten sie jedoch nur den fünften Platz, verloren also zwei Punkte, sodass in der Endabrechnung dann diese beiden Punkte fehlten, um dann punktgleich mit dem belgischen Team Charleroi den ersten Platz belegen zu können. Groß-Zimmern verpasste eine bessere Platzierung im Endklassement, da in den einzelnen Spielen zweimal nur ein Punkt und einmal nur zwei Punkte erzielt wurden. |
| 5     | D    | Groß-Zimmern | 32     | Am 25. Juni 1980 fand die vierte Spielrunde in Fribourg, Schweiz, statt. Präsentiert wurde diese Sendung von Georges Kleinmann. Das Thema der Spiele war "Sonntagsvergnügen in der Schweiz". Nach drei Läufen des Zwischenspiels (Fil Rouge) verhinderte ein technisches Versagen, dass Portugal und die Schweiz das Spiel beenden konnten, sodass es insgesamt annulliert wurde. Nach dem achten Spiel wurde deshalb ein Reservespiel (Sackhüpfen) durchgeführt. Wenn das ursprüngliche Ergebnis Bestand gehabt hätte, wäre das italienische Team Grado beim Fil Rouge auf dem dritten Platz gewesen. Im Reservespiel belegten sie jedoch nur den fünften Platz, verloren also zwei Punkte, sodass in der Endabrechnung dann diese beiden Punkte fehlten, um dann punktgleich mit dem belgischen Team Charleroi den ersten Platz belegen zu können. Groß-Zimmern verpasste eine bessere Platzierung im Endklassement, da in den einzelnen Spielen zweimal nur ein Punkt und einmal nur zwei Punkte erzielt wurden. |
| 6     | YU   | Varazdin     | 31     | Am 25. Juni 1980 fand die vierte Spielrunde in Fribourg, Schweiz, statt. Präsentiert wurde diese Sendung von Georges Kleinmann. Das Thema der Spiele war "Sonntagsvergnügen in der Schweiz". Nach drei Läufen des Zwischenspiels (Fil Rouge) verhinderte ein technisches Versagen, dass Portugal und die Schweiz das Spiel beenden konnten, sodass es insgesamt annulliert wurde. Nach dem achten Spiel wurde deshalb ein Reservespiel (Sackhüpfen) durchgeführt. Wenn das ursprüngliche Ergebnis Bestand gehabt hätte, wäre das italienische Team Grado beim Fil Rouge auf dem dritten Platz gewesen. Im Reservespiel belegten sie jedoch nur den fünften Platz, verloren also zwei Punkte, sodass in der Endabrechnung dann diese beiden Punkte fehlten, um dann punktgleich mit dem belgischen Team Charleroi den ersten Platz belegen zu können. Groß-Zimmern verpasste eine bessere Platzierung im Endklassement, da in den einzelnen Spielen zweimal nur ein Punkt und einmal nur zwei Punkte erzielt wurden. |
| 7     | F    | Troyes       | 31     | Am 25. Juni 1980 fand die vierte Spielrunde in Fribourg, Schweiz, statt. Präsentiert wurde diese Sendung von Georges Kleinmann. Das Thema der Spiele war "Sonntagsvergnügen in der Schweiz". Nach drei Läufen des Zwischenspiels (Fil Rouge) verhinderte ein technisches Versagen, dass Portugal und die Schweiz das Spiel beenden konnten, sodass es insgesamt annulliert wurde. Nach dem achten Spiel wurde deshalb ein Reservespiel (Sackhüpfen) durchgeführt. Wenn das ursprüngliche Ergebnis Bestand gehabt hätte, wäre das italienische Team Grado beim Fil Rouge auf dem dritten Platz gewesen. Im Reservespiel belegten sie jedoch nur den fünften Platz, verloren also zwei Punkte, sodass in der Endabrechnung dann diese beiden Punkte fehlten, um dann punktgleich mit dem belgischen Team Charleroi den ersten Platz belegen zu können. Groß-Zimmern verpasste eine bessere Platzierung im Endklassement, da in den einzelnen Spielen zweimal nur ein Punkt und einmal nur zwei Punkte erzielt wurden. |
| 8     | P    | Lousã        | 26     | Am 25. Juni 1980 fand die vierte Spielrunde in Fribourg, Schweiz, statt. Präsentiert wurde diese Sendung von Georges Kleinmann. Das Thema der Spiele war "Sonntagsvergnügen in der Schweiz". Nach drei Läufen des Zwischenspiels (Fil Rouge) verhinderte ein technisches Versagen, dass Portugal und die Schweiz das Spiel beenden konnten, sodass es insgesamt annulliert wurde. Nach dem achten Spiel wurde deshalb ein Reservespiel (Sackhüpfen) durchgeführt. Wenn das ursprüngliche Ergebnis Bestand gehabt hätte, wäre das italienische Team Grado beim Fil Rouge auf dem dritten Platz gewesen. Im Reservespiel belegten sie jedoch nur den fünften Platz, verloren also zwei Punkte, sodass in der Endabrechnung dann diese beiden Punkte fehlten, um dann punktgleich mit dem belgischen Team Charleroi den ersten Platz belegen zu können. Groß-Zimmern verpasste eine bessere Platzierung im Endklassement, da in den einzelnen Spielen zweimal nur ein Punkt und einmal nur zwei Punkte erzielt wurden. |

## 5. RundeMartina Franca, Italien
| Platz | Land | Stadt          | Punkte | Bemerkung |
| ----- | ---- | -------------- | ------ | --- |
| 1     | B    | Merksem        | 54     | Am 9. Juli 1980 war Martina Franca, Italien, der Gastgeber. Mit 25.000 Zuschauern wurde ein neuer Rekord aufgestellt. Milly Carlucci und Michele Gammino begleiteten die Spielrunden zum Thema "Zurück zur Natur". Das Team aus Belgien hatte schon vor dem letzten Spiel einen Vorsprung von neun Punkten vor Italien und konnte so nicht mehr eingeholt werden, da im letzten Spiel nur noch acht Punkte zu erzielen waren. Die deutsche Auswahl aus Willingen beendete die Runde als Fünfter, punktgleich mit der französischen Mannschaft. |
| 2     | I    | Martina Franca | 44     | Am 9. Juli 1980 war Martina Franca, Italien, der Gastgeber. Mit 25.000 Zuschauern wurde ein neuer Rekord aufgestellt. Milly Carlucci und Michele Gammino begleiteten die Spielrunden zum Thema "Zurück zur Natur". Das Team aus Belgien hatte schon vor dem letzten Spiel einen Vorsprung von neun Punkten vor Italien und konnte so nicht mehr eingeholt werden, da im letzten Spiel nur noch acht Punkte zu erzielen waren. Die deutsche Auswahl aus Willingen beendete die Runde als Fünfter, punktgleich mit der französischen Mannschaft. |
| 3     | YU   | Budva          | 41     | Am 9. Juli 1980 war Martina Franca, Italien, der Gastgeber. Mit 25.000 Zuschauern wurde ein neuer Rekord aufgestellt. Milly Carlucci und Michele Gammino begleiteten die Spielrunden zum Thema "Zurück zur Natur". Das Team aus Belgien hatte schon vor dem letzten Spiel einen Vorsprung von neun Punkten vor Italien und konnte so nicht mehr eingeholt werden, da im letzten Spiel nur noch acht Punkte zu erzielen waren. Die deutsche Auswahl aus Willingen beendete die Runde als Fünfter, punktgleich mit der französischen Mannschaft. |
| 4     | CH   | Lodrino        | 32     | Am 9. Juli 1980 war Martina Franca, Italien, der Gastgeber. Mit 25.000 Zuschauern wurde ein neuer Rekord aufgestellt. Milly Carlucci und Michele Gammino begleiteten die Spielrunden zum Thema "Zurück zur Natur". Das Team aus Belgien hatte schon vor dem letzten Spiel einen Vorsprung von neun Punkten vor Italien und konnte so nicht mehr eingeholt werden, da im letzten Spiel nur noch acht Punkte zu erzielen waren. Die deutsche Auswahl aus Willingen beendete die Runde als Fünfter, punktgleich mit der französischen Mannschaft. |
| 5     | D    | Willingen      | 31     | Am 9. Juli 1980 war Martina Franca, Italien, der Gastgeber. Mit 25.000 Zuschauern wurde ein neuer Rekord aufgestellt. Milly Carlucci und Michele Gammino begleiteten die Spielrunden zum Thema "Zurück zur Natur". Das Team aus Belgien hatte schon vor dem letzten Spiel einen Vorsprung von neun Punkten vor Italien und konnte so nicht mehr eingeholt werden, da im letzten Spiel nur noch acht Punkte zu erzielen waren. Die deutsche Auswahl aus Willingen beendete die Runde als Fünfter, punktgleich mit der französischen Mannschaft. |
|       | F    | Rumilly        | 31     | Am 9. Juli 1980 war Martina Franca, Italien, der Gastgeber. Mit 25.000 Zuschauern wurde ein neuer Rekord aufgestellt. Milly Carlucci und Michele Gammino begleiteten die Spielrunden zum Thema "Zurück zur Natur". Das Team aus Belgien hatte schon vor dem letzten Spiel einen Vorsprung von neun Punkten vor Italien und konnte so nicht mehr eingeholt werden, da im letzten Spiel nur noch acht Punkte zu erzielen waren. Die deutsche Auswahl aus Willingen beendete die Runde als Fünfter, punktgleich mit der französischen Mannschaft. |
| 7     | GB   | Bridlington    | 30     | Am 9. Juli 1980 war Martina Franca, Italien, der Gastgeber. Mit 25.000 Zuschauern wurde ein neuer Rekord aufgestellt. Milly Carlucci und Michele Gammino begleiteten die Spielrunden zum Thema "Zurück zur Natur". Das Team aus Belgien hatte schon vor dem letzten Spiel einen Vorsprung von neun Punkten vor Italien und konnte so nicht mehr eingeholt werden, da im letzten Spiel nur noch acht Punkte zu erzielen waren. Die deutsche Auswahl aus Willingen beendete die Runde als Fünfter, punktgleich mit der französischen Mannschaft. |
| 7     | P    | Santarem       | 20     | Am 9. Juli 1980 war Martina Franca, Italien, der Gastgeber. Mit 25.000 Zuschauern wurde ein neuer Rekord aufgestellt. Milly Carlucci und Michele Gammino begleiteten die Spielrunden zum Thema "Zurück zur Natur". Das Team aus Belgien hatte schon vor dem letzten Spiel einen Vorsprung von neun Punkten vor Italien und konnte so nicht mehr eingeholt werden, da im letzten Spiel nur noch acht Punkte zu erzielen waren. Die deutsche Auswahl aus Willingen beendete die Runde als Fünfter, punktgleich mit der französischen Mannschaft. |

## 6. RundeArundel, Großbritannien
| Platz | Land | Stadt               | Punkte | Bemerkung |
| ----- | ---- | ------------------- | ------ | --- |
| 1     | CH   | Meiringen-Hasliberg | 55     | Am 23. Juli 1980 war der Avisford Park von Arundel, England, der Austragungsort von Spiel ohne Grenzen. Das Thema dieser Runde war "Magie". Durch die Runden führten Stuart Hall und Eddie Waring. Die Schweizer Mannschaft aus Meiringen-Hasliberg konnte diese Runde überlegen gewinnen. Sie stand schon vor dem letzten Spiel als Sieger fest und konnte sich für das abschließende Finale am 10. September qualifizieren. Das erste Mal wurde die Sendung von keinem Sender live übertragen. |
| 2     | F    | Aurignac            | 44     | Am 23. Juli 1980 war der Avisford Park von Arundel, England, der Austragungsort von Spiel ohne Grenzen. Das Thema dieser Runde war "Magie". Durch die Runden führten Stuart Hall und Eddie Waring. Die Schweizer Mannschaft aus Meiringen-Hasliberg konnte diese Runde überlegen gewinnen. Sie stand schon vor dem letzten Spiel als Sieger fest und konnte sich für das abschließende Finale am 10. September qualifizieren. Das erste Mal wurde die Sendung von keinem Sender live übertragen. |
| 3     | D    | Groß-Umstadt        | 39     | Am 23. Juli 1980 war der Avisford Park von Arundel, England, der Austragungsort von Spiel ohne Grenzen. Das Thema dieser Runde war "Magie". Durch die Runden führten Stuart Hall und Eddie Waring. Die Schweizer Mannschaft aus Meiringen-Hasliberg konnte diese Runde überlegen gewinnen. Sie stand schon vor dem letzten Spiel als Sieger fest und konnte sich für das abschließende Finale am 10. September qualifizieren. Das erste Mal wurde die Sendung von keinem Sender live übertragen. |
| 4     | I    | Monreale            | 38     | Am 23. Juli 1980 war der Avisford Park von Arundel, England, der Austragungsort von Spiel ohne Grenzen. Das Thema dieser Runde war "Magie". Durch die Runden führten Stuart Hall und Eddie Waring. Die Schweizer Mannschaft aus Meiringen-Hasliberg konnte diese Runde überlegen gewinnen. Sie stand schon vor dem letzten Spiel als Sieger fest und konnte sich für das abschließende Finale am 10. September qualifizieren. Das erste Mal wurde die Sendung von keinem Sender live übertragen. |
| 5     | GB   | Arundel             | 37     | Am 23. Juli 1980 war der Avisford Park von Arundel, England, der Austragungsort von Spiel ohne Grenzen. Das Thema dieser Runde war "Magie". Durch die Runden führten Stuart Hall und Eddie Waring. Die Schweizer Mannschaft aus Meiringen-Hasliberg konnte diese Runde überlegen gewinnen. Sie stand schon vor dem letzten Spiel als Sieger fest und konnte sich für das abschließende Finale am 10. September qualifizieren. Das erste Mal wurde die Sendung von keinem Sender live übertragen. |
| 6     | B    | Saint-Ghislain      | 34     | Am 23. Juli 1980 war der Avisford Park von Arundel, England, der Austragungsort von Spiel ohne Grenzen. Das Thema dieser Runde war "Magie". Durch die Runden führten Stuart Hall und Eddie Waring. Die Schweizer Mannschaft aus Meiringen-Hasliberg konnte diese Runde überlegen gewinnen. Sie stand schon vor dem letzten Spiel als Sieger fest und konnte sich für das abschließende Finale am 10. September qualifizieren. Das erste Mal wurde die Sendung von keinem Sender live übertragen. |
| 7     | P    | Machico             | 27     | Am 23. Juli 1980 war der Avisford Park von Arundel, England, der Austragungsort von Spiel ohne Grenzen. Das Thema dieser Runde war "Magie". Durch die Runden führten Stuart Hall und Eddie Waring. Die Schweizer Mannschaft aus Meiringen-Hasliberg konnte diese Runde überlegen gewinnen. Sie stand schon vor dem letzten Spiel als Sieger fest und konnte sich für das abschließende Finale am 10. September qualifizieren. Das erste Mal wurde die Sendung von keinem Sender live übertragen. |
|       | YU   | Tuzla               | 27     | Am 23. Juli 1980 war der Avisford Park von Arundel, England, der Austragungsort von Spiel ohne Grenzen. Das Thema dieser Runde war "Magie". Durch die Runden führten Stuart Hall und Eddie Waring. Die Schweizer Mannschaft aus Meiringen-Hasliberg konnte diese Runde überlegen gewinnen. Sie stand schon vor dem letzten Spiel als Sieger fest und konnte sich für das abschließende Finale am 10. September qualifizieren. Das erste Mal wurde die Sendung von keinem Sender live übertragen. |

## 7. RundeDiest, Belgien
| Platz | Land | Stadt           | Punkte | Bemerkung |
| ----- | ---- | --------------- | ------ | --- |
| 1     | CH   | Airolo          | 53     | Die sechste internationale Runde fand am 27. August im Stadtpark von Diest, Belgien, zum Thema "Erhaltung der Erde" statt. Präsentatoren waren Linda Lepomme und Mike Verdrengh. Die Schweizer Mannschaft aus dem Tessin konnte überlegen vor der deutschen Mannschaft aus Baunatal gewinnen. Wegen eines technischen Problems beim vierten Spiel musste das Reservespiel gespielt werden. |
| 2     | D    | Baunatal        | 45     | Die sechste internationale Runde fand am 27. August im Stadtpark von Diest, Belgien, zum Thema "Erhaltung der Erde" statt. Präsentatoren waren Linda Lepomme und Mike Verdrengh. Die Schweizer Mannschaft aus dem Tessin konnte überlegen vor der deutschen Mannschaft aus Baunatal gewinnen. Wegen eines technischen Problems beim vierten Spiel musste das Reservespiel gespielt werden. |
| 3     | YU   | Kraljevo        | 44     | Die sechste internationale Runde fand am 27. August im Stadtpark von Diest, Belgien, zum Thema "Erhaltung der Erde" statt. Präsentatoren waren Linda Lepomme und Mike Verdrengh. Die Schweizer Mannschaft aus dem Tessin konnte überlegen vor der deutschen Mannschaft aus Baunatal gewinnen. Wegen eines technischen Problems beim vierten Spiel musste das Reservespiel gespielt werden. |
| 4     | B    | Diest           | 41     | Die sechste internationale Runde fand am 27. August im Stadtpark von Diest, Belgien, zum Thema "Erhaltung der Erde" statt. Präsentatoren waren Linda Lepomme und Mike Verdrengh. Die Schweizer Mannschaft aus dem Tessin konnte überlegen vor der deutschen Mannschaft aus Baunatal gewinnen. Wegen eines technischen Problems beim vierten Spiel musste das Reservespiel gespielt werden. |
| 5     | GB   | Bracknell       | 36     | Die sechste internationale Runde fand am 27. August im Stadtpark von Diest, Belgien, zum Thema "Erhaltung der Erde" statt. Präsentatoren waren Linda Lepomme und Mike Verdrengh. Die Schweizer Mannschaft aus dem Tessin konnte überlegen vor der deutschen Mannschaft aus Baunatal gewinnen. Wegen eines technischen Problems beim vierten Spiel musste das Reservespiel gespielt werden. |
| 6     | F    | Coutances       | 34     | Die sechste internationale Runde fand am 27. August im Stadtpark von Diest, Belgien, zum Thema "Erhaltung der Erde" statt. Präsentatoren waren Linda Lepomme und Mike Verdrengh. Die Schweizer Mannschaft aus dem Tessin konnte überlegen vor der deutschen Mannschaft aus Baunatal gewinnen. Wegen eines technischen Problems beim vierten Spiel musste das Reservespiel gespielt werden. |
| 7     | I    | Cortona         | 29     | Die sechste internationale Runde fand am 27. August im Stadtpark von Diest, Belgien, zum Thema "Erhaltung der Erde" statt. Präsentatoren waren Linda Lepomme und Mike Verdrengh. Die Schweizer Mannschaft aus dem Tessin konnte überlegen vor der deutschen Mannschaft aus Baunatal gewinnen. Wegen eines technischen Problems beim vierten Spiel musste das Reservespiel gespielt werden. |
| 7     | P    | Figueira da Foz | 22     | Die sechste internationale Runde fand am 27. August im Stadtpark von Diest, Belgien, zum Thema "Erhaltung der Erde" statt. Präsentatoren waren Linda Lepomme und Mike Verdrengh. Die Schweizer Mannschaft aus dem Tessin konnte überlegen vor der deutschen Mannschaft aus Baunatal gewinnen. Wegen eines technischen Problems beim vierten Spiel musste das Reservespiel gespielt werden. |

## 8. RundeCoburg, Deutschland
| Platz | Land | Stadt              | Punkte | Bemerkung |
| ----- | ---- | ------------------ | ------ | --- |
| 1     | F    | Annecy             | 48     | Am 3. September 1980 war die achte und letzte Runde vor dem Finale in Coburg zu Gast. Präsentiert wurde diese letzte Austragung von Spiel ohne Grenzen mit Deutschland als Gastgeber von Manfred Erdenberger. Die schwach gestartete französische Mannschaft aus Annecy konnte bei den Spielen in der zweiten Hälfte dieser Runde noch viele Punkte sammeln, sodass sie am Ende mit sechs Punkten Vorsprung vor der Heimmannschaft aus Coburg gewann. |
| 2     | D    | Coburg             | 42     | Am 3. September 1980 war die achte und letzte Runde vor dem Finale in Coburg zu Gast. Präsentiert wurde diese letzte Austragung von Spiel ohne Grenzen mit Deutschland als Gastgeber von Manfred Erdenberger. Die schwach gestartete französische Mannschaft aus Annecy konnte bei den Spielen in der zweiten Hälfte dieser Runde noch viele Punkte sammeln, sodass sie am Ende mit sechs Punkten Vorsprung vor der Heimmannschaft aus Coburg gewann. |
| 3     | YU   | Pristina           | 41     | Am 3. September 1980 war die achte und letzte Runde vor dem Finale in Coburg zu Gast. Präsentiert wurde diese letzte Austragung von Spiel ohne Grenzen mit Deutschland als Gastgeber von Manfred Erdenberger. Die schwach gestartete französische Mannschaft aus Annecy konnte bei den Spielen in der zweiten Hälfte dieser Runde noch viele Punkte sammeln, sodass sie am Ende mit sechs Punkten Vorsprung vor der Heimmannschaft aus Coburg gewann. |
| 4     | GB   | Gateshead          | 39     | Am 3. September 1980 war die achte und letzte Runde vor dem Finale in Coburg zu Gast. Präsentiert wurde diese letzte Austragung von Spiel ohne Grenzen mit Deutschland als Gastgeber von Manfred Erdenberger. Die schwach gestartete französische Mannschaft aus Annecy konnte bei den Spielen in der zweiten Hälfte dieser Runde noch viele Punkte sammeln, sodass sie am Ende mit sechs Punkten Vorsprung vor der Heimmannschaft aus Coburg gewann. |
| 5     | B    | Sint-Genesius-Rode | 32     | Am 3. September 1980 war die achte und letzte Runde vor dem Finale in Coburg zu Gast. Präsentiert wurde diese letzte Austragung von Spiel ohne Grenzen mit Deutschland als Gastgeber von Manfred Erdenberger. Die schwach gestartete französische Mannschaft aus Annecy konnte bei den Spielen in der zweiten Hälfte dieser Runde noch viele Punkte sammeln, sodass sie am Ende mit sechs Punkten Vorsprung vor der Heimmannschaft aus Coburg gewann. |
| 6     | P    | Angra do Heroísmo  | 31     | Am 3. September 1980 war die achte und letzte Runde vor dem Finale in Coburg zu Gast. Präsentiert wurde diese letzte Austragung von Spiel ohne Grenzen mit Deutschland als Gastgeber von Manfred Erdenberger. Die schwach gestartete französische Mannschaft aus Annecy konnte bei den Spielen in der zweiten Hälfte dieser Runde noch viele Punkte sammeln, sodass sie am Ende mit sechs Punkten Vorsprung vor der Heimmannschaft aus Coburg gewann. |
| 7     | I    | Orvieto            | 30     | Am 3. September 1980 war die achte und letzte Runde vor dem Finale in Coburg zu Gast. Präsentiert wurde diese letzte Austragung von Spiel ohne Grenzen mit Deutschland als Gastgeber von Manfred Erdenberger. Die schwach gestartete französische Mannschaft aus Annecy konnte bei den Spielen in der zweiten Hälfte dieser Runde noch viele Punkte sammeln, sodass sie am Ende mit sechs Punkten Vorsprung vor der Heimmannschaft aus Coburg gewann. |
|       | CH   | Braunwald          | 30     | Am 3. September 1980 war die achte und letzte Runde vor dem Finale in Coburg zu Gast. Präsentiert wurde diese letzte Austragung von Spiel ohne Grenzen mit Deutschland als Gastgeber von Manfred Erdenberger. Die schwach gestartete französische Mannschaft aus Annecy konnte bei den Spielen in der zweiten Hälfte dieser Runde noch viele Punkte sammeln, sodass sie am Ende mit sechs Punkten Vorsprung vor der Heimmannschaft aus Coburg gewann. |

## Finale
Am 10. September 1980 fand das internationale Finale in der Zitadelle von Namur, Belgien, statt. Folgende Mannschaften hatten sich für das Finale qualifiziert:
| Land | Stadt               | Platzierung | Punkte |
| ---- | ------------------- | ----------- | ------ |
| CH   | Meiringen-Hasliberg | 1           | 55     |
| B    | Merksem             | 1           | 54     |
| F    | Annecy              | 1           | 48     |
| YU   | Portoroz            | 1           | 46     |
| D    | Todtnau             | 1           | 44     |
| I    | Martina Franca      | 2           | 44     |
| GB   | Rhuddlan            | 2           | 40     |
| P    | Vilamoura           | 2           | 40     |

| Platz | Land | Stadt               | Punkte | Bemerkung |
| ----- | ---- | ------------------- | ------ | --- |
| 1     | P    | Vilamoura           | 44     | Durch die Spiele zum Thema "Heirat und Brautpaar" führten Paule Herreman und Michel Lemaire. Vilamoura aus Portugal hatte sich zwar nur als Zweiter aus einer der vorangegangenen Spielrunden für dieses Finale qualifizieren können, gewann es aber schlussendlich. Ab dem zweiten Spiel lagen die Portugiesen immer in Führung. Sie waren auch die Einzigen, die mit ihrem Joker die vollen zwölf Punkte erzielten. |
| 2     | GB   | Rhuddlan            | 41     | Durch die Spiele zum Thema "Heirat und Brautpaar" führten Paule Herreman und Michel Lemaire. Vilamoura aus Portugal hatte sich zwar nur als Zweiter aus einer der vorangegangenen Spielrunden für dieses Finale qualifizieren können, gewann es aber schlussendlich. Ab dem zweiten Spiel lagen die Portugiesen immer in Führung. Sie waren auch die Einzigen, die mit ihrem Joker die vollen zwölf Punkte erzielten. |
| 3     | B    | Merksem             | 39     | Durch die Spiele zum Thema "Heirat und Brautpaar" führten Paule Herreman und Michel Lemaire. Vilamoura aus Portugal hatte sich zwar nur als Zweiter aus einer der vorangegangenen Spielrunden für dieses Finale qualifizieren können, gewann es aber schlussendlich. Ab dem zweiten Spiel lagen die Portugiesen immer in Führung. Sie waren auch die Einzigen, die mit ihrem Joker die vollen zwölf Punkte erzielten. |
| 4     | D    | Todtnau             | 37     | Durch die Spiele zum Thema "Heirat und Brautpaar" führten Paule Herreman und Michel Lemaire. Vilamoura aus Portugal hatte sich zwar nur als Zweiter aus einer der vorangegangenen Spielrunden für dieses Finale qualifizieren können, gewann es aber schlussendlich. Ab dem zweiten Spiel lagen die Portugiesen immer in Führung. Sie waren auch die Einzigen, die mit ihrem Joker die vollen zwölf Punkte erzielten. |
| 5     | F    | Annecy              | 36     | Durch die Spiele zum Thema "Heirat und Brautpaar" führten Paule Herreman und Michel Lemaire. Vilamoura aus Portugal hatte sich zwar nur als Zweiter aus einer der vorangegangenen Spielrunden für dieses Finale qualifizieren können, gewann es aber schlussendlich. Ab dem zweiten Spiel lagen die Portugiesen immer in Führung. Sie waren auch die Einzigen, die mit ihrem Joker die vollen zwölf Punkte erzielten. |
| 6     | CH   | Meiringen-Hasliberg | 34     | Durch die Spiele zum Thema "Heirat und Brautpaar" führten Paule Herreman und Michel Lemaire. Vilamoura aus Portugal hatte sich zwar nur als Zweiter aus einer der vorangegangenen Spielrunden für dieses Finale qualifizieren können, gewann es aber schlussendlich. Ab dem zweiten Spiel lagen die Portugiesen immer in Führung. Sie waren auch die Einzigen, die mit ihrem Joker die vollen zwölf Punkte erzielten. |
| 7     | YU   | Portoroz            | 32     | Durch die Spiele zum Thema "Heirat und Brautpaar" führten Paule Herreman und Michel Lemaire. Vilamoura aus Portugal hatte sich zwar nur als Zweiter aus einer der vorangegangenen Spielrunden für dieses Finale qualifizieren können, gewann es aber schlussendlich. Ab dem zweiten Spiel lagen die Portugiesen immer in Führung. Sie waren auch die Einzigen, die mit ihrem Joker die vollen zwölf Punkte erzielten. |
| 8     | I    | Martina Franca      | 29     | Durch die Spiele zum Thema "Heirat und Brautpaar" führten Paule Herreman und Michel Lemaire. Vilamoura aus Portugal hatte sich zwar nur als Zweiter aus einer der vorangegangenen Spielrunden für dieses Finale qualifizieren können, gewann es aber schlussendlich. Ab dem zweiten Spiel lagen die Portugiesen immer in Führung. Sie waren auch die Einzigen, die mit ihrem Joker die vollen zwölf Punkte erzielten. |

Die Schweiz konnte drei Spielrunden für sich gewinnen und war im gesamten Jahr das punktstärkste Team. Die Belgier gewannen zweimal. Deutschland landete, im letzten Jahr ihrer Teilnahme, fünfmal in den Top 3.
| # | Land                   | Gold | Silber | Bronze | Gesamtpunktzahl |
| - | ---------------------- | ---- | ------ | ------ | --------------- |
| 1 | Schweiz                | 3    | 0      | 1      | 359             |
| 2 | Deutschland            | 1    | 3      | 1      | 352             |
| 3 | Belgien                | 2    | 1      | 1      | 343             |
| 4 | Frankreich             | 1    | 2      | 1      | 340             |
| 5 | Vereinigtes Königreich | 0    | 2      | 1      | 336             |
| 6 | Jugoslawien            | 1    | 0      | 3      | 314             |
| 7 | Italien                | 0    | 1      | 0      | 312             |
| 8 | Portugal               | 1    | 1      | 0      | 261             |